# Рожкова, Галина Ивановна
Галина Ивановна Рожкова (1921—1997) — советский и российский учёный филолог-русист и педагог, доктор филологических наук (1981), профессор (1984). Заслуженный профессор МГУ (1994).

## Биография
Родилась 14 апреля 1921 года в Саратове. 
В 1939 по 1941 год обучалась в Московском институте философии, литературы и истории и с 1941 по 1942 и с 1944 по 1946 год на Филологическом факультете МГУ. С 1942 года в период Великой Отечественной войны в качестве добровольца призвана в РККА и направлена на фронт, участница Курской битвы, служила в должности военного переводчика. С 1946 по 1949 год обучалась в аспирантуре и с 1949 года преподаватель русского языка иностранным учащимся  на кафедре русского языка Филологического факультета МГУ. С 1951 по 1967 год — заведующий кафедрой русского языка для иностранных учащихся гуманитарных факультетов. Одновременно с 1961 по 1997 год — профессор кафедры русского языка для иностранных учащихся гуманитарных факультетов МГУ.
В 1950 году Галина Рожкова защитила диссертацию на соискание учёной степени кандидат филологических наук по теме: «Из истории уменьшительных образований существительных в русском языке», в 1981 году — доктор филологических наук по теме: «Основы практической грамматики русского языка как иностранного». В 1957 году приказом ВАК ей было присвоено учёное звание доцент,
в 1984 году — профессор. В 1994 году была удостоена почётного звания Заслуженный профессор МГУ. 
Основная научная деятельность Г. И. Рожковой была связана с вопросами в области   теории и методики преподавания русского языка как иностранного и грамматики современного русского языка.  Основная библиография: «Методика преподавания русского языка как иностранного» (1973), «К лингвистическим основам методики преподавания русского языка иностранцам» и «Учебное пособие по английскому языку для студентов-психологов» (1977), «Очерки практической грамматики русского языка» и «Вопросы практической грамматики в преподавании русского языка как иностранного» (1978), «Русский язык в нерусской аудитории» (1986), «Проблемность в обучении русскому языку нерусских» (1994). Г. И. Рожкова стояла у истоков формирования нового направления в области преподавания русского языка как иностранного, она являлась одним из организаторов становления и развития лингвометодической школы обучения русскому языку для иностранцев, ей был внесён большой вклад в разработку основ функциональной грамматики и проблем  лингвистического обоснования методики русского языка как иностранного. Г. И. Рожкова являлась автором более 100 печатных научных работ.
Скончалась 20 ноября 1997 года в Москве на 77-м году жизни.

## Награды
Основной источник:
- Орден Отечественной войны II степени (1985)[3]
- Орден «Знак Почёта» (1969)
- Медаль «За боевые заслуги» (1943)[4]
- Медаль «За победу над Германией в Великой Отечественной войне 1941—1945 гг.» (1946)
- Медаль «За трудовую доблесть» (1980)
- Медаль «За трудовое отличие» (1961)
- Медаль «Ветеран труда» (1984)
- Медаль А. С. Пушкина (МАПРЯЛ, 1980) — «за заслуги в распространении русского языка за рубежом, успехи в педагогической и научно-исследовательской деятельности в области русского языка как иностранного»)[5][2]